# Eerste Italiaans-Ethiopische Oorlog
De Eerste Italiaans-Ethiopische Oorlog was de strijd om Ethiopië tussen het koninkrijk Italië en het Keizerrijk Ethiopië gedurende 1895-1896.

## Verloop
Het pas gevormde Italië was een nieuwkomer bij de Europese Wedloop om Afrika. Na het koloniseren van Eritrea en Somalië richtten de Italianen hun pijlen op het Ethiopische keizerrijk van Menelik II. Vlak nadat Menelik zichzelf tot keizer van Ethiopië kroonde sloot hij een tweetalig verdrag met de Italianen betreffende territoriale controle. Een Amhaars werkwoord werd echter niet goed vertaald en gaf het verdrag een totaal andere betekenis: in de Amhaarse versie kreeg Menelik aanzienlijke zelfbeschikking, terwijl Ethiopië in de Italiaanse versie een protectoraat van Italië werd. Nadat beide landen zich aan hun eigen versie van een verdrag hielden werd een conflict uiteindelijk onvermijdelijk.
Na de beslissende Slag bij Adwa werden de Italianen overweldigend verslagen en bleef Ethiopië als Afrikaans land onafhankelijk, een uitzonderlijke situatie die verder alleen in de Derwisjstaat en Liberia voorkwam. In Italië betekende de nederlaag het einde voor de regering van Francesco Crispi. Generaal Oreste Baratieri werd voor de krijgsraad gedaagd, maar vrijgesproken.
De Italianen zouden 40 jaar later met meer succes Ethiopië aanvallen tijdens de Tweede Italiaans-Ethiopische Oorlog.